# مطار تشانغتشي وانغشون
مطار تشانغتشي وانغشون (بالإنجليزية: Changzhi Wangcun Airport)‏ (إياتا: CIH، إيكاو: ZBCZ) يقع في مدينة تشانغتشي في جمهورية الصين الشعبية. صنف مطار تشانغتشي وانغشون في المرتبة الثامنة والسبعون في الصين من حيث عدد الركاب عام 2011 وفقًا لإدارة الطيران المدني في الصين، حيث تعامل مع 412,167 راكب، وبلغ إجمالي حركة الطائرات (القادمة والمغادرة) 5,555 طائرة وقد بلغت كمية البضائع المنقولة عبر المطار 1,641 طن.

## شركات الطيران والوجهات
| شركـات طيـران          | الوجهات |
| ---------------------- | --- |
| طيران الصين            | مطار بكين العاصمة الدولي |
| Air Travel ‏            | مطار تشانغشا هوانغوا الدولي، مطار شنيانغ الدولي |
| طيران الصين اكسبرس     | مطار جينغديو الجديد، مطار تشونغتشينغ جيانغبى الدولي، مطار داليان الدولي، مطار هانغتشو شياوشان الدولي، مطار تيانجين الدولي، مطار شيان شيانيانغ الدولي |
| خطوط جنوب الصين الجوية | مطار قوانغتشو باييون الدولي، مطار ووهان الدولي |
| Donghai Airlines       | مطار بكين داشينغ الدولي، مطار شينزين باوان الدولي |
| خطوط جونياو الجوية     | مطار شانغهاي بودنغ الدولي |